# Bromadiolon

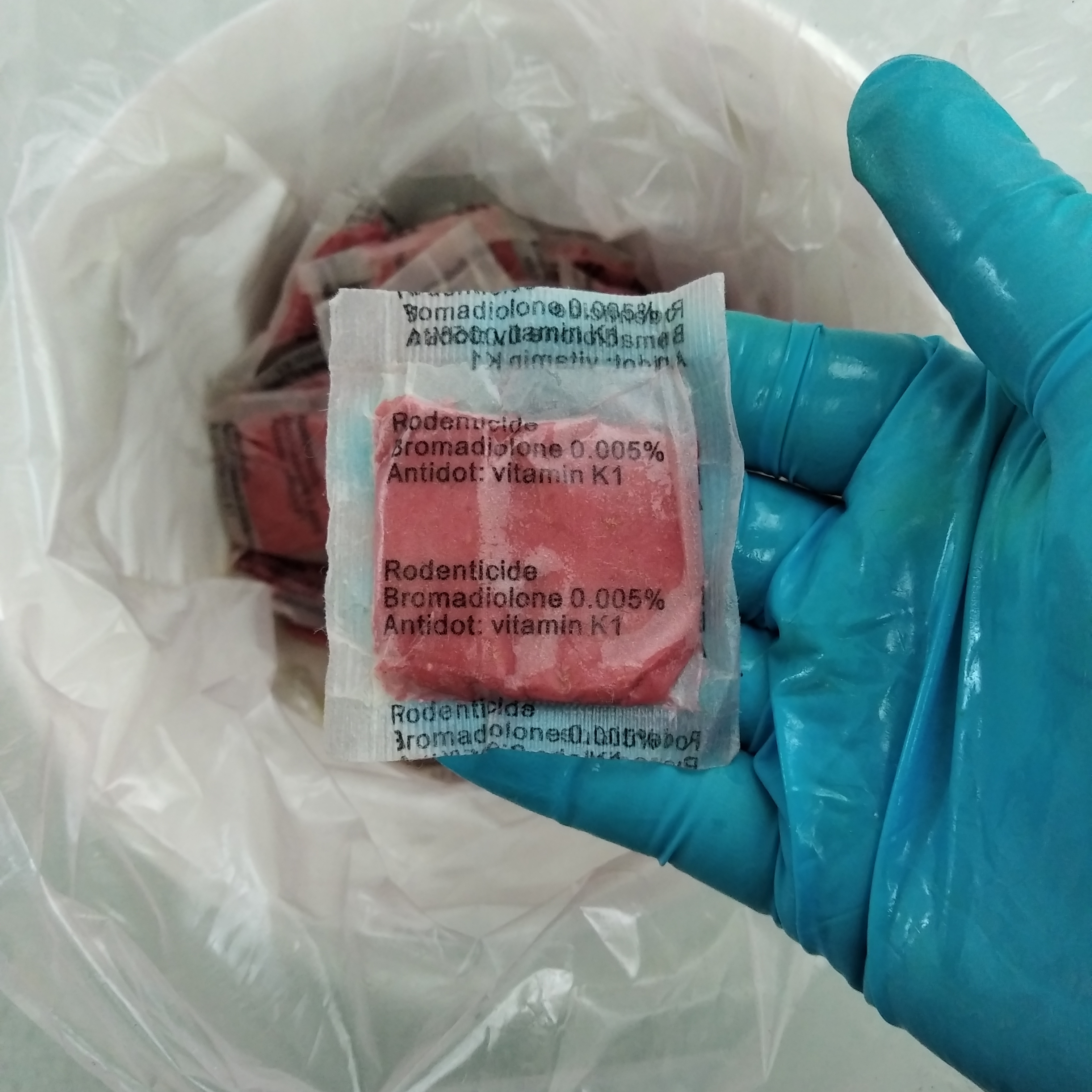
Bromadiolon (0,005%)

Bromadiolon is een krachtig rattengif dat behoort tot de coumarinederivaten. Eén enkele dosis kan dodelijk zijn voor de dieren. Het is een anticoagulans van de tweede generatie, dat ook effectief is tegen ratten- en muizenpopulaties die resistent zijn tegen rattengif van de eerste generatie zoals warfarine.
De concentratie van de stof in de eindproducten is zeer laag: maximaal 50 milligram per kilogram (0,005%).

## Isomeer
| Bromadiolon     | Bromadiolon     |
| --------------- | --------------- |
| (1R,3S)-isomere | (1S,3R)-isomere |
| (1R,3R)-isomere | (1S,3S)-isomere |

## Regelgeving
De Europese Commissie heeft bromadiolon opgenomen in de lijst van toegelaten biociden. De toelating is beperkt tot vijf jaar (1 juli 2011 tot 30 juni 2016). Omdat de stof mogelijk persistent, bioaccumulerend en toxisch of zeer persistent en sterk bioaccumulerend is, dient er alvorens de toelating kan verlengd worden een vergelijkende risicobeoordeling te gebeuren, om na te gaan of er alternatieven zijn die minder schadelijk zijn voor het milieu.

## Eigenschappen
Bromadiolon is vanzelfsprekend een zeer toxische stof voor zoogdieren; ook voor pluimvee. Het kan worden opgenomen door inademing of inslikking of langs de huid. Het is een vitamine K-antagonist die het bloedstollingsmechanisme afremt. Om de effecten ervan tegen te gaan kan fytomenadion (vitamine K1) toegediend worden.
Bromadiolon is niet vluchtig en is bijna niet oplosbaar in water.

## Galerij

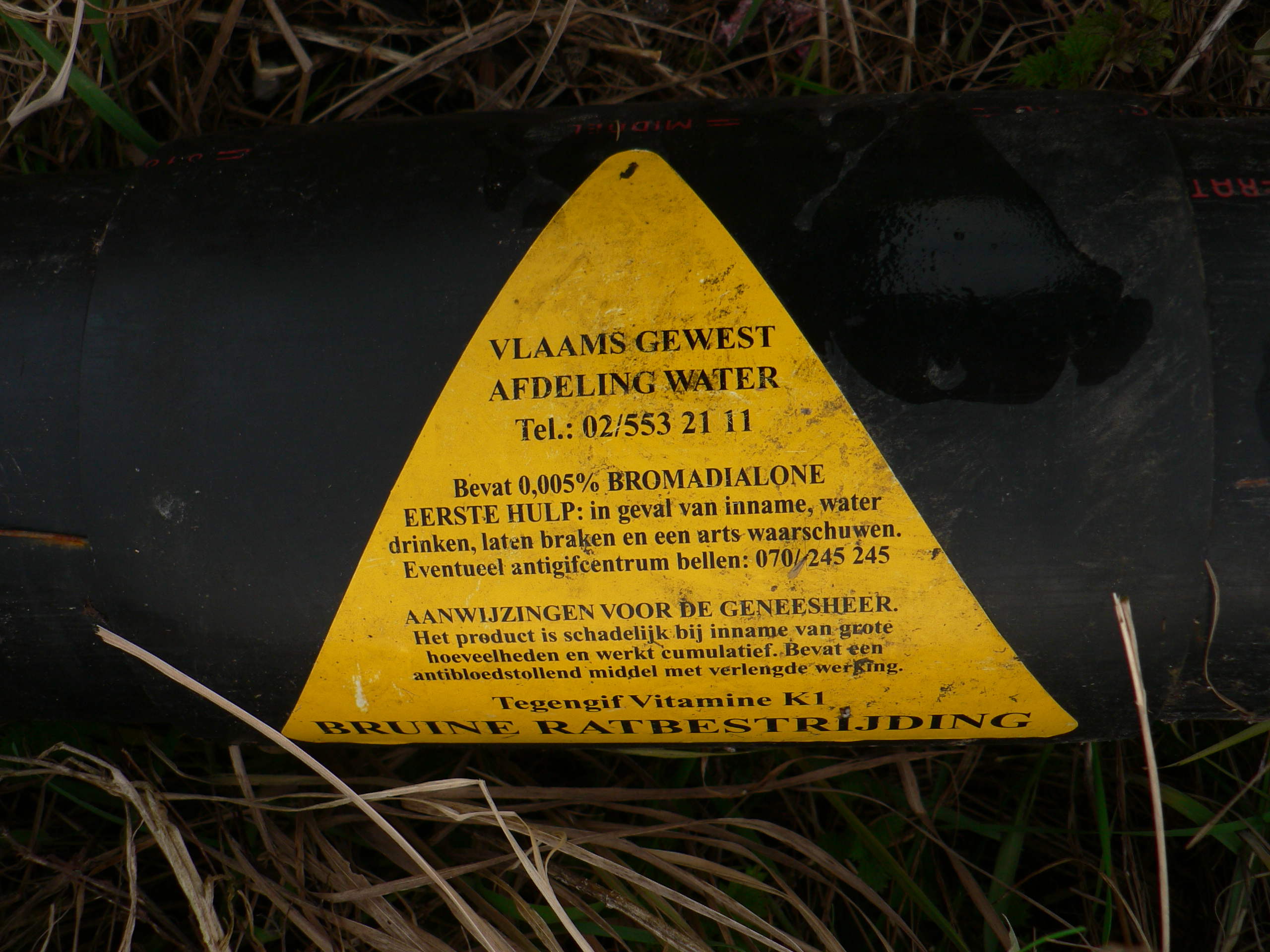
Rattengifwaarschuwing van het Vlaamse Gewest